# El Amria
El Amria è un comune dell'Algeria, situato nella provincia di ʿAyn Temūshent.